# Portishead Radio
Portishead Radio (Rufzeichen GKA) war eine Küstenfunkstelle bei Highbridge, Somerset im Westen Großbritanniens. Sie bestand von 1928 bis 2000 und war die weltweit meistgenutzte und größte Küstenfunkstelle der Welt.
Im Jahr 1974 beschäftigte Portishead Radio 154 Funker, die über 20 Millionen Wörter (meist noch in Telegraphie) verarbeiteten. Am 31. Januar 1999 um 23.59 UTC sendete Portishead Radio den letzten Wetterbericht und die letzten Navigations-Warnungen. Die Station wurde im Jahr 2000 geschlossen und die einzelnen Dienste ausgelagert oder ganz eingestellt. Das automatisierte Global Maritime Distress and Safety Systems, GMDSS übernahm viele Aufgaben der Station.
Der englische Sänger und Komponist Mike Batt hat 1980 ein Lied über Portishead Radio geschrieben.